# Stockholm Network
Le réseau de Stockholm (ou SN pour 'Stockholm Network'), basé à Londres, a été créé à la fin des années 1990, à la fois comme groupe de réflexion, comme réseau paneuropéen de think tanks, et comme réseau d'influence du libertarianisme en Europe.
Selon son site internet, outre ses propres travaux de recherche sur la manière dont les politiques publiques pourraient mieux favoriser le marché et l'ouverture de tous les marchés, il s'est donné un rôle d'organisation « faîtière » pour d'autres groupes de réflexion européens (à condition que ceux-ci soient thématiquement axés sur l'économie de marché la plus ouverte (libertarianisme conservateur, aussi dit libertarianisme de droite). 
Il est (ou a été) notamment financé par le think tank libertarien étasunien Cato Institute et par les frères Koch.
Ce réseau a compté jusqu'à plus de 130 organisations membres (« plus de 120 groupes (...) dans près de 40 pays » en 2021 selon le site internet consulté le 13 février 2021), ce qui lui offre, selon lui, « la capacité de diffuser des messages locaux et des messages mondiaux adaptés localement à travers l'UE et au-delà »,. Le réseau a une définition géographique large de l'Europe, puisqu'il avait par exemple en 2007-2008 des membres en Russie (Hayek Foundation), Turquie (Association for Liberal Thinking) et Israël (Jerusalem Institute for Market Studies) ; la plupart des membres sont cependant concentrés dans le triangle Londres-Bruxelles-Paris, avec aussi quelques autres clusters moins importants éloignés, en Europe centrale notamment (ex : 13 think tanks en Tchéquie/Slovénie).

## Histoire
En 1997, dans un contexte de prolifération en Europe de groupes de réflexion (dont beaucoup étaient « axés sur le marché ») Helen Disney (ancienne journaliste et directrice adjointe de la Social Market Foundation) crée le réseau de Stockholm.
Elle a commencé avec un petit groupe de think tanks ou groupes de pression partageant une idéologie commune, libertarienne, après avoir organisé des réunions à Londres et à Stockholm. 
Le réseau de Stockholm comptait initialement trois personnes (outre sa créatrice, Helen Disney ; il s'agissait de Sacha Kumaria et de Nicole Gray Conchar, deux anciennes collectrice de fonds ayant antérieurement travaillé pour divers groupes de réflexion, dont le Cato Institute et l'IPN (International Policy Network) ; remarque : Nicole Gray Conchar n'a été employée que brièvement, comme collectrice de fonds à temps partiel). 

Puis le réseau s'est peu à peu agrandi atteignant plus de 130 membres.
En 2008, quatre think tanks ont décidé de quitter le statut de membre volontaire du Réseau : l'Institut des affaires économiques, l'International Policy Network, le Hayek Institut et le Venezie Institute, suivis en en 2009, par l'Institut Adam Smith. Le réseau a en outre exclu l'Alliance libertaire et des infirmières pour la réforme, tout en accueillant  l'Institut Ohrid (Macédoine), l'Institut Murray Rothbard (Belgique) et Innoval (Allemagne).

## Objectifs
Le réseau de Stockholm (SN) regroupe uniquement des think tanks travaillant sur le libre marché. Il leur propose une plate-forme (forum) de partage, d'échange, pour encourager une recherche paneuropéenne sur les liens entre politiques publiques et Marché. 
Le SN se dit intéressé par les idées susceptibles de stimuler la croissance économique au service d'une société de consommation, il promeut les politiques créant, selon lui, les conditions socioéconomiques d'une « société libre » dans un marché dérégulé.
Selon son site internet, ses objectifs déclarés sont notamment :
- Réformer les États-providence européens, et créer un marché du travail plus flexible
- Actualiser les systèmes de retraite européens (pour autonomiser les individus, selon le SN)
- Réformer les systèmes de santé et les marchés de santé européens
- Encourager un débat « éclairé » sur les droits de propriété intellectuelle, en tant qu'incitation à l'innovation. Encourager le développement de nouvelles connaissances, tout en garantissant un accès large et rapide du public à ces nouveautés
- Réformer les marchés européens de l'énergie « pour garantir l'équilibre le plus avantageux entre croissance économique et qualité de l'environnement »
- Mettre l'accent sur les avantages de la mondialisation, du commerce et de la concurrence
- Créer une compréhension des idées et des institutions du libre marché

## Transparence
Alors que les think tanks (au Royaume-Uni notamment) sont souvent critiqués pour leurs financements opaques, le « réseau de Stockholm » annonce avoir fait des efforts pour être transparent. Il ne détaille pas ses financements ni ses dépenses, mais il publie les entités sources de son propre financement. À titre d'exemple, elles étaient en 2008, par ordre alphabétique :
- Adam Smith Institute,
- Amazon-EU (qui a reçu en 2018 selon Les Échos 241 millions d'euros de crédits d'impôts en Europe)[5],
- Beacon Books,
- Bertrams Books,
- BGN Distributie,
- Blackwell's Book Service-UK,
- Blackwell's Business & Law Bookshop,
- Bookshop J Story Scientia,
- Bupa (Groupe international d'assurance maladie et de soins de santé et maisons de retraites, avec 33 millions de clients dans le monde),
- Burson Marsteller,
- The Business,
- Cato Institute,
- Civita A/S,
- Coronet Books Inc,
- Coutts Information Services Daunt Books,
- Dawson Books,
- DEA S.p.A.,
- The Economist,
- Eli Lilly,
- Elisa Kangaskoski,
- Erasmus Booksellers,
- EU Bookshop,
- EU Observer,
- European Bookshop Ltd,
- Exxon Mobil Corporation,
- Fachbuchhandlung fur Sprachen FSF Ltd,
- Public Finance Magazine,
- The Fund for American Studies,
- Gardners Books,
- General Healthcare Group,
- Gilead Sciences Inc.,
- GlaxoSmithKline,
- GML,
- Hannay Booksellers,
- Heffers Booksellers,
- Hill & Knowlton,
- Holt Jackson Book Co.,
- IFPMA,
- Institute of Directors,
- KLIO Bookshop,
- Kueper International Booksellers,
- LCS Consulting,
- Lehmann - Mulheim,
- Luther Pendragon,
- Marsh Inc,
- Massman International Booksellers,
- Max Consult Group,
- The Merck Foundation,
- Merck Sharp and Dohme,
- Microsoft,
- Motion Picture Association,
- Motion Picture Association of America,
- Muenstergass-Buchhandlung,
- Novartis InternationalAG,
- Nuffield Hospitals,
- OLFZI,
- Patrick Barbour,
- Pfizer Inc.,
- PhRMA,
- Precise Public Affairs,
- Schering Plough AB,
- Schweitzer Sortiment Wien,
- The Spectator,
- Starkmann Ltd,
- Strassner GmbH,
- TSO Bookshop,
- Uitgevrerij Peeters,
- UST Public Affairs,
- Yankee Book Peddler Ltd.,
- The Wall Street Journal,
- VeriSign Inc.

Le SN encourage les autres think tanks à aussi lister leurs bailleurs de fonds sur leurs sites Web. Selon le SN, ceci rendrait plus difficiles les accusations ou soupçons de conflits d'intérêts potentiels (politicofinanciers notamment) ou de lobbying déguisé, accusations souvent portés contre ce type de groupes de réflexion.
Comme l'ont montré des expériences d'évaluation et de notation de think tanks par des ONG américaine (Transparify) et anglaise (Who Funds You?,) sur la base de critères clairs (ex : publication (accessible à tous) de toutes les sources de financement, de leur montant et des projets de recherche spécifiques soutenus par ce financement...), dans de nombreux cas, les sources exactes (directes ou indirectes) de nombreux think tanks restent à ce jour encore impossibles à corroborer (ou à réfuter), étant donné leur nature souvent non-attribuée et/ou non-vérifiée ou difficilement vérifiable, ce qui nuit à la crédibilité de leurs productions ; il est également en général impossible de savoir si le don est purement altruiste, neutre et charitable, ou si le bailleur de fonds a négocié en échange de son argent, une production spécifiquement orientée, trompeuse ou des services particuliers en retour).

### Spécificité desthink tanksdu Royaume-Uni en termes d'opacité?
Transparify notait en 2015 que globalement, les think tanks anglais sont moins transparents que la moyenne en Europe ; et que plusieurs organisations basées au Royaume-Uni sont (ou étaient au moment de leur évaluation) particulièrement « opaques » (LSE IDEAS, Institute of Economic Affairs, International Institute for Strategic Studies)Parmi ceux-ci, et en tant que regroupement de think tanks, le groupe du 55 Tufton Street notamment, beaucoup étaient affiliés au réseau Atlas (mondial) et au réseau de Stockholm (européen). D'autres évaluations disponibles (par exemple faites pae Who Funds You?) invitent à des conclusions similaires pour les années 2010,, et que les think tanks de gauche sont plus transparents que ceux de droite.

## Membres basés en France
Les think tanks du « réseau de Stockholm » basés en France en 2008 étaient : l'Institut Montaigne, l'Institut Turgot, Institute for Economic Studies Europe, Liberté Chérie, Sauvegarde Retraites, Cercles libéraux, French Institute for Research into Public Administration (iFRAP), Euro 92, Fondation pour l'innovation politique.

## Thématique commune et points de vue
Le SN agit comme une vaste église regroupant des chapelles de réflexion, toutes axés sur l'économie de marché ouvert, avec une certaine variété de points de vue - impliquant parfois des désaccord entre think tanks ou personnes sur les sujets politiques.

## Programmes
Le réseau de Stockholm (SN) a actuellement trois programmes, concernant respectivement : 
1. le marché de la « santé et du bien-être »,
2. la propriété intellectuelle et la concurrence
3. les marchés de l'énergie et de l'environnement.

Ils visent tous et chacun à promouvoir l'objectif du réseau, en recherchant des solutions pratiques « orientées marché » aux problèmes auxquels les économies européennes son, selon SN, confrontés.

### Programme sur la propriété intellectuelle et la concurrence
Il a été créé en janvier 2005 avec quatre objectifs :
1. Généraliser le domaine de la propriété intellectuelle (notamment en le rendant plus accessible au grand public)
2. accroître l'interaction entre les spécialistes en se concentrant sur différents aspects des droits de propriété intellectuelle
3. encourager la discussion et le débat, sur la propriété intellectuelle
4. promouvoir la compétitivité européenne

### Programme «énergie et environnement»
Créé au début de 2005, en reconnaissant qu'il s'agit de questions critiques pour le grand public et pour les décideurs politiques. Il promeut des réponses pratiques, « axées sur le marché », aux problèmes environnementaux. Le « réseau de Stockholm » dit reconnaître l'importance des politiques environnementales, pour sauvegarder la prospérité future et s'efforcer de produire des solutions pratiques, affirmant que ces solutions doivent reconnaitre la réalité économique lors des dilemmes posés par la politique environnementale.
Un rapport dénommé Carbon Scenarios: Blue Sky Thinking for a Green Future, publié par le réseau en 2008, avant les pourparlers du sommet l'ONU sur le changement climatique à Bonn reconnait que le Royaume-Uni et l'UE ne tiendront pas leurs propres objectifs climatiques locaux et mondiaux (ne pas dépasser +2°C) s'ils continuent de suivre leurs politiques actuelles, trop lentes et insuffisantes c'est-à-dire même en atteignant l'objectif européen qui était alors de réduire les émissions de l'UE de 20% avant 2020.

### Programme de santé et de bien-être
Créé fin 2005, il vise les objectifs suivants :
1. Fournir une ressource complète concernant les initiatives des think tanks européens en matière de santé et de bien-être
2. Promouvoir la concurrence et la liberté de choix dans le domaine des soins, par une réforme des systèmes de santé et des marchés de santé en Europe
3. Promouvoir des marchés du travail plus flexibles en Europe
4. Promouvoir une réforme axée sur le marché des systèmes de retraite, défaillants en Europe selon le réseau.

Dans ce cadre, le « réseau de Stockholm » a porté conjointement avec le MSD Israël, une initiative dite « Académie de la propriété intellectuelle » (Intellectual Property Academy), lancée en 2005, en tant que forum de discussion et d'apprentissage sur le sujet des droits de propriété intellectuelle sur les produits pharmaceutiques. Le forum est toutefois limité à un groupe restreint de personnes (décideurs politiques, parlementaires, experts, universitaires, responsables médicaux et gestionnaires de transfert technologique).

## Critiques
Certains groupes décrits (comme « anti-mondialistes » par le SN, comme altermondialistes par eux-mêmes) et certains médias ont critiqué le réseau en raison du fait qu'il est financé par des fonds opaques (dark money) provenant d'industries et de millionnaires ou milliardaires voulant conserver leurs privilèges, et dont le comportement est parfois éthiquement douteux ; le réseau jouerait plutôt un rôle de lobby politico-économique, voire le rôle d'un « groupe de campagne financé par les entreprises ». L'une des critiques les plus fréquentes est l'opacité des sources et des montants respectifs de ces groupes, et les risques associés de conflits d'intérêts.
Le réseau cite lui-même des incohérences internes sur ses position ou celles de ses membres concernant la santé publique. Par exemple, selon Alex Singleton (Daily Telegraph / Globalization Institute) : le réseau de Stockholm « a appelé le gouvernement [anglais] 'à formuler une politique industrielle cohésive et créative pour inverser la tendance actuelle au déclin et au déplacement international de la fabrication pharmaceutique', alors que les spécialistes du libre marché font plutôt campagne contre le concept même d'avoir des politiques industrielles, estimant que les décisions sur les choix d'investissements devraient être laissées au marché ».
Johan Norberg (Cato Institute/ex-Timbro) a considéré qu' « Alex Singleton révèle que le groupe de libre marché Stockholm Network exige plus de financement gouvernemental et des prix de l'énergie subventionnés pour l'industrie pharmaceutique, afin qu'elle puisse faire face à la crise financière. Quelle est la prochaine étape ? Les spécialistes du marché libre exigeront-ils la nationalisation des sociétés pharmaceutiques en échange d'actions privilégiées ? ». Helen Disney (directrice du SN) leur répond que : « le réseau de Stockholm n'appelle pas, et n'appellerait jamais, à un « renflouement » de l'industrie pharmaceutique britannique. Ces mots ne sont utilisés nulle part dans le document cité. Le rapport est loin d'être en faveur de l'intervention de l'État. En fait, les auteurs plaident pour une réduction de l'impôt sur les sociétés, une simplification des règles fiscales et une réduction de la législation et de la réglementation. La référence à la politique industrielle concerne des idées pour rendre l'économie britannique plus compétitive sur les marchés mondiaux ».
L'un des programmes du réseau (selon le site internet consulté le 13 février 2021) consiste à (re)mettre en question la Balance bénéfice-risque des médicaments (ETS ou évaluation des technologies de la santé ; promue par les États pour contenir l'augmentation des coûts d'investissements dans la sécurité sociale dans le contexte du vieillissement de la population), et de remettre en question la priorité donnée aux génériques (moins rentable pour l'industrie pharmaceutique car elle a perdu ses droits de propriété industrielle). Le réseau de Stockholm argue que le patient devrait pouvoir choisir son traitement ; « Dans quelle mesure les systèmes d'ETS sont-ils un outil objectif et scientifique ? dans quelle mesure n'est-ce qu'un autre concept politique visant le rationnement systématique des médicaments ? Existe-t-il vraiment un Gold Standard dans l'ETS qui est appliqué par tous les pays ? ou ce concept est-il interprété et appliqué différemment selon les pays, sur la base de diverses considérations politiques et institutionnelles ? Pourquoi le phénomène a-t-il échappé à l'attention du public ? L'ETS est-elle compatible avec les objectifs de choix du patient et d'autonomie thérapeutique ? Et enfin, comment son utilisation affecte-t-elle le développement futur de technologies de santé nouvelles et innovantes ? » sont les questions auxquelles ce projet veut répondre.
On leur reproche aussi d'être l'instrument et/ou le courtier d'une stratégie d'internationalisation de réseaux industriels et socioéconomiques libertariens américains, sous couvert de l'amélioration de la vie de tous et d'une autorégulation de l'économie par le libre marché. Plusieurs des Think tanks de ce réseau ont été capables par exemple sous couvert d'argumentaires apparemment altruistes (libre-choix individuel, défense de l'emploi et du rêve américain, etc.) de défendre l'industrie du tabac ou des énergies fossiles en promouvant le déni de leurs effets sanitaires, en instillant le doute sur les études et les scientifiques, et diffusant le déni du réchauffement climatique. Ainsi les membres de ces Think-tanks sont au royaume-Uni souvent déclarés comme organisation caritative. Ils se présentent volontiers aux électeurs et au public en général comme des professionnels et/ou défenseurs de la démocratie,. 
Il est aussi reproché aux réseaux Atlas et de Stockholm, de vouloir diffuser de force leur parti pris idéologique dans les pays de l'ex-URSS. S'ils ont peu d'accès à la Russie, en Europe centrale un réseau de think-tanks a émergé à la fin des années 1970 et s'est développé après la chute du mur de Berlin, poussé par les réseaux libéraux,. Ils semblent vouloir imposer une nouvelle pensée unique (d'origine anglo-américaine, libertarienne) ; celle d'un libre marché, dérégulé, dans une société de consommation et en croissance économique perpétuelle, tout en faisant de la société civile une variable à manipuler par un storytelling faisant croire que ce modèle néolibéral serait inéluctable et le meilleur ; la société civile est alors selon Dostena et al. (2014) considérée comme un « instrument théorique et pratique de démocratisation dans les pays de l'Est ». Ces auteurs estiment ainsi qu'en Bulgarie, la société civile est alors « tenue en otage symbolique par les stratégies d'une nouvelle élite d'activistes d'ONG et de think tanks, financée par des réseaux mondialisés de 'professionnels de la démocratie' »,. Ceux-ci, arguant de l'échec du communisme dans ces pays, exercent un nouveau « monopole sur les idées et sur les formes de la société civile locale, l'objectif étant notamment d'empêcher la naissance d'une société civile de gauche ». 

### Cas desthink tankslibertariens d'Europe de l'Est
Ces organismes promeuvent un État faible, jouant un rôle minimal, et donc un faible nombre de fonctionnaires. Dans le même temps, ils se proposent de remplacer les universités (anciennement communistes, où donc le libre marché ne serait pas correctement enseigné), et de remplacer l'État déficient, pour l'aider à privatiser l'ancien patrimoine d'État et à déréglementer et ouvrir ses marchés. En 2014 le sociologue D. Anguelova-Lavergne notait que le premier think tank de l’ex-bloc de Varsovie, créé peu avant la chute du mur a été le Center for the Study of Democracy (CSD). Son activisme en termes de substitut à l'administration polonaise a été tel qu'on le surnommait « Le ministère des réformes ». Divers think tanks d'Europe centrale, aidés par le SN et/ou le réseau Atlas, se sont ensuite érigés en représentants informels de la Banque Mondiale, du FMI, de l’OTAN et, parfois mais moindrement de l’Union européenne.
Ivan Krastev (2002), interrogé par Anguelova-Lavergne, évoquant le think tank polonais CASE explique : « les think tanks jouent le rôle d’agents locaux qui remplacent les conseillers étrangers [de la Banque Mondiale et du FMI] par des brigades locale ». 
Et Krasen Stanchev (alors directeur de l’IME (Institute for Market Economy) détaille cette revendication de médiateurs-démocratisateurs des paradigmes de l'économie de marché : « Notre think tank avait pour mission de produire des technologies de transformation de l’économie de type soviétique en économie du marché, un savoir qui n’existait pas à l’université bulgare où on avait la tête pleine de Marx. C’est pour cela qu’on est devenu un partenaire indispensable dans la conception des lois dans le domaine économique : investissements, commerce, banques, tout ça […] Ce n’est pas seulement le cas de la Bulgarie. Dans tous les pays ex-communistes les think tanks se sont efforcés de préserver le consensus libéral contre le consensus populiste. Et pour cela ils ont été aidés, comme nous, par les experts du FMI, de la Banque mondiale et, dans une moindre, bien moindre mesure, par les experts de l’Union européenne… » ;

Étape suivante : certains de ces think tanks s'érigent en contrôleurs locaux ou nationaux (opérant, avec des budgets opaques et avec leurs propres méthodologies et biais), pour le compte de fondations et institutions internationales. Certains ont été jusqu'à réaliser le monitoring et le reporting qui auraient dû être faits par leur État pour la Commission européenne, le Forum Économique Mondial, l’OCDE, la Banque Mondiale, la Fondation Open Society ou d'autres instances. Par exemple :
- C'est l'Institut Européen (think tank fondé par George Soros) qui a écrit le rapport d'évaluation de l’application des critères économiques de Copenhague fixés par l’UE pour la Bulgarie quand elle était État-candidat ; ce travail a été livré au gouvernement bulgare, et la Commission Européenne, et « ses conclusions principales intégrées dans le rapport officiel de la Commission Européenne pour l’année 2002 »[24].
- le think tank CLS a produit (pour le compte de la fondation américaine Freedom House une comparaison « des progrès et les difficultés dans la réforme politique et économique » des pays d’Europe Centrale et Orientale. Dans ce cadre, il a dressé une notation democracy score (évaluant l'état de la démocratie dans chaque pays), désignant ainsi les  « bons » et des « mauvais » États en termes de gouvernance. rapport annuel 16.
- le think tank CED 17 (Center for Economic Development) a lui aussi, en 1999, à la demande du Forum économique mondial, classé les pays de l'Est, cette fois en termes de capacité concurrentielle de l’économie, classant par exemple la Bulgarie en 56e position parmi 59 autres pays du monde. Les critères de classement reposaient sur une méthodologie faite par un groupe d’économistes de Harvard présidé par Jeffrey Sachs (considéré comme le père des « thérapies de choc » 18 dans les pays de l’Est. Le rapport conclut à l'urgence de mettre en place et en œuvre une législation éradiquant toute forme de protectionnisme économique.
- En Bulgarie, ces think tanks ont tenté de transformer les manifestations anti-néolibérales de l'hiver 2013 en happening de sympathisants de la droite[21].

Dezelay (2004) estime que la dépendance symbolique et financière des think tanks libéraux/libertariens d'Europe centrale vis-à-vis de réseaux comme le SN, met en cause (dès les années 1990 leur légitimité. Ceci aura des effets à long terme sur la vie du pays. Les risques induits par une « trans-nationalisation » artificielle d'une idéologie économique et politique, diffusée par des éminences grises (Shadow Elite) est aussi évoqué par exemple par B. Petric (2007), D. Lavergne (2009), D. Lavergne (2012), S. Sampson (2003), K. Verdery (1996), J. Wedel (1998), J Wedel  (2009).
En 2020, George Monbiot, dans The Guardian se base sur l'autobiographie de Madsen Pirie et sur le témoignage du lanceur d'alerte Shahmir Sanni ainsi que sur le site Open Democracy pour montrer que les think tanks anglais libertariens de droite basés à Londres aux numéros 57 et 55 Tufton Street, secrètement, « coordonnent leur travail, donnant l'impression qu'au Royaume-Uni, des personnes et entités différentes arrivent spontanément à de mêmes conclusions ». Monbiot et d'autres reprochent vivement au réseau Stockholm (comme au réseau Atlas qui joue le même rôle au niveau mondial) de favoriser ce type de réseautage et de soutenir des think tanks anglais qui, durant la période de campagne du référendum sur l'appartenance du Royaume-Uni à l'Union européenne, ont malhonnêtement manipulé les avis des futurs votants anglais (scandale Facebook-Cambridge Analytica et d'AggregateIQ), sans avoir été sanctionnés, hormis par des amendes de quelques dizaines de milliers de livres (par rapport à 3,5 millions envoyés par Vote Leave vers AggregateIQ au Canada pour faire basculer l'opinion publique en faveur du Brexit grâce à des messages construits sur la base de profilage social et psychologiques établis avec des millions de données personnelles volées sur Facebook à 87 millions d'internautes),,.
Il est aussi reproché au SN d'accueillir et soutenir dans son réseau des organismes publiant des études faussement scientifiques, fallacieuses et sensationnalistes, immédiatement relayées par la presse et Twitter, avant même que les experts aient pu apporter leurs commentaires, critiques ou corrections. 

À titre d'exemple, une « étude » du think tank allemand libéral Center for European Policy (CEP), publiée le 25 février 2019 à l'occasion du vingtième anniversaire de la monnaie unique, a prétendu que seuls l'Allemagne et les Pays-Bas et moindrement la Grèce seraient sortis bénéficiaires de l'euro après vingt ans, et que le passage à l'Euro a coûté à chaque Français plusieurs dizaines de milliers d'euros. Selon le CEP, de 1999 à 2018, chaque Français aurait perdu 55 996 euros et chaque Italien 73 605 euros. Se présentant faussement comme la première étude d'analyse des coûts et gains de la monnaie unique (Beaucoup d'études ont porté sur le sujet, et au moins deux en utilisant les mêmes données de base, et la même méthode d'évaluation, dite de contrôle synthétique. Le think tank allemand CEP a omis de prendre en compte des limites et biais (inhérents à la méthode), aboutissant à des résultats contredisant ceux des deux études scientifiques comparables précédentes (livre de Manassé et al. en 2013 et Puzzello et Gomis-Porqueras en 2018, publié par l'European Economic Review) à la différence que dans ces deux cas, les précautions statistiques d'usage étaient prises. « Un tel écart interroge évidemment sur la bonne foi des auteurs du CEP » s'interrogent Balu et al. (2019) qui comparent ce travail « mimant les apparences de la scientificité » et ses « extrapolations douteuses » à une fake news (dans ce cas immédiatement diffusée dans la twittosphère française, dans la presse dès le 27 février, dont, sans analyse préalable ni recul, par Le Figaro, Atlantico, Valeurs actuelles et Ouest France, et sans surprise largement diffusée dans les réseaux favorables au « Frexit », au sein de l'UPR par exemple) alors qu'outre-Rhin, Clemens Fuest, l'un des économistes allemands les plus réputés a immédiatement condamné l'étude, notamment suivi par Die Welt par exemple, de même qu'en Italie, Alessandro Martinello (sur le site Strade). En France, Alexandre Delaigue et Pierre Aldama ont dénoncé l'étude sur Twitter et le GEG-Économie a remis en cause sa méthodologie. Il faut attendre le 28 février pour que Le Point, La Croix, Europe 1 et 20 Minutes, entre autres, évoquent le peu de crédit à accorder à cette étude, avant que le 1er mars, le département de factchecking de Libération juge sévèrement le manque de rigueur et de probité de l'étude du CEP, organisme alors à la fois soutenu par les réseaux libertariens « Atlas » et « Stockholm ».
Batut et al. (2019) qualifient cette pseudo-étude d'exemple « de manipulation de l'outil statistique à des fins idéologiques, une forme assez élaborée de « fausse nouvelle » », ajoutant qu'en outre « le CEP exploite son analyse statistique bien au delà de ce qu'on peut lui faire dire pour avancer des propositions de politique économique plus influencées par un agenda politique que par des arguments objectifs de débat économique ».

## Réponses aux critiques
Concernant les critiques relatives à la marchandisation de l'environnement, le réseau de Stockholm dit ne pas avoir tenté de détourner ou d'ignorer les critiques de ses activités, au moins notamment concernant l'environnement et l'énergie, rapportées par certains médias, dont lors du récent débat sur son projet Carbon Scenarios ; il dit les reconnaitre ouvertement, et que le débat intellectuel doit être une part importante du travail d'un groupe de réflexion.